# Fritigil
Fritigil, Frithigil, Fritigilda ou Frithigilda (fl. 396–397), est une reine des Marcomans du temps de l'empereur Théodose Ier et de son fils et successeur Honorius.
Paulin de Milan raconte dans sa Vie d'Ambroise que dans les dernières années du IVe siècle, Fritigil avait rencontré un chrétien, présent dans le pays des Marcomans pour y faire du commerce, qui lui avait parlé d'Ambroise, évêque de Milan.
Désirant se convertir au christianisme, elle entre en contact avec Ambroise, qui lui adressa un résumé de la doctrine epistula in modum catechismi et lui conseilla dans cette même lettre de persuader son mari, dont l'histoire n'a pas retenu le nom, de faire alliance avec l'Empire romain.
Le roi des Marcomans « se donna aux Romains » avec tout son peuple, et Fritigil se rendit à Milan en 397 pour y rencontrer l'évêque, mais ce dernier mourut avant son arrivée.
Le pape Jean-Paul II fera référence à Fritigil dans sa lettre apostolique Operosam Diem du 1er décembre 1996 :
« L'Évêque de Milan s'en tenait à ces critères dans sa catéchèse, qui exerçait sur ses auditeurs un attrait singulier. Nombreux furent ceux qui en firent l'expérience. La lointaine Fritigil, reine des Marcomans, attirée par sa renommée, lui écrivit pour qu'il l'instruise dans la religion catholique, recevant en retour une « splendide lettre en forme de catéchisme ». »

## Sources primaires
- Paulin de Milan, Vie d'Ambroise.